# Karl Platen

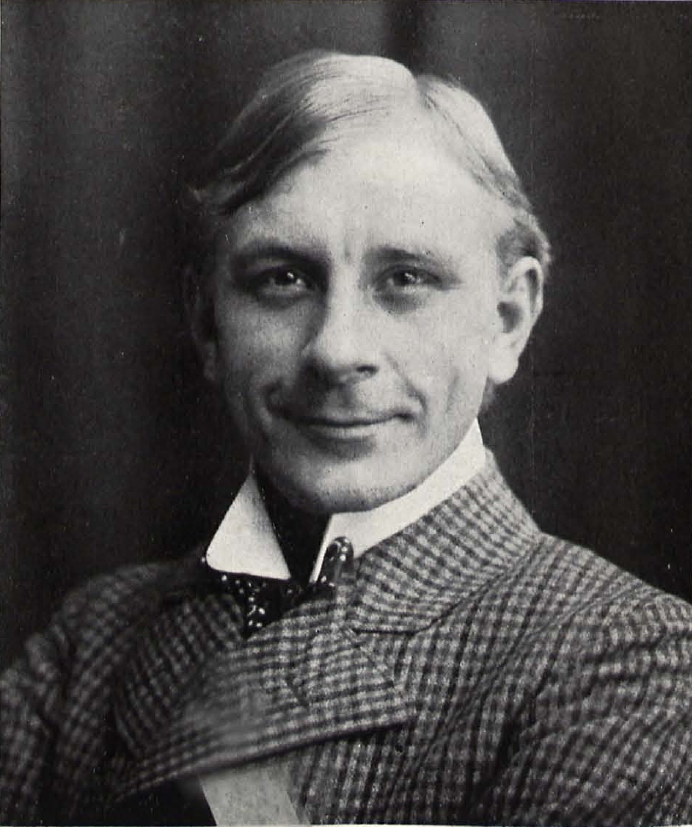
Karl Platen, 1906

Karl Platen, auch Carl Platen (* 6. März 1877 in Halle an der Saale; † 4. Juli 1952 in Weimar) war ein deutscher Schauspieler.

## Leben
Karl Platen hatte seinen ersten Auftritt 1896 am Theater Kiel. Weitere Stationen seiner Bühnenlaufbahn waren Gera, Görlitz, Frankfurt an der Oder und Bielefeld. 1906 kam er nach Berlin an das dortige Königliche Schauspiel.
Er stand dann vierzig Jahre auf verschiedenen Berliner Bühnen, zum Beispiel am Central-Theater, Metropol-Theater, Theater am Schiffbauerdamm und zuletzt bis 1944 am Theater am Nollendorfplatz.
Nachdem 1913 seine Filmkarriere begonnen hatte, wirkte er in den folgenden Jahren in meist kleinen Rollen bei einer großen Anzahl von Filmen mit. Er wurde meist in der Rolle des mitfühlenden Dieners eingesetzt. Eine seiner besten Rollen hatte er 1929 in Joe Mays Asphalt als Juwelier. Im August 1944 nahm ihn Goebbels in die Liste der unentbehrlichen Filmschauspieler innerhalb der Gottbegnadeten-Liste auf.
1947 übersiedelte er nach Weimar in das von Marie Seebach gestiftete Künstler-Altenheim.
Karl Platen starb am 4. Juli 1952 in Weimar.

## Filmografie (Auswahl)
- 1913: Ein Ausgestoßener, 1. Teil
- 1913: Das verschleierte Bild von Groß-Kleindorf
- 1915: Der Katzensteg
- 1918: Das Geheimnis des Amerika-Docks
- 1919: Allerseelen
- 1919: Artistentreue
- 1919: Die Fee von Saint Ménard
- 1919: Das Gebot der Liebe
- 1919: Das Herz des Casanova
- 1919: Die Japanerin
- 1919: Der Knabe in Blau
- 1919: Der letzte Sonnensohn
- 1919: Der Weltmeister
- 1919: Liebe
- 1919: Nur ein Diener
- 1919: Die goldene Lüge
- 1919: Irrlicht
- 1919: Seine Beichte
- 1919: Madame Dubarry
- 1919: Das törichte Herz
- 1919: Die Bodega von Los Cuerros
- 1920: Der weiße Pfau
- 1920: Die Erlebnisse der berühmten Tänzerin Fanny Elßler
- 1920: Kri-Kri, die Herzogin von Tarabac
- 1920: Im Wirbel des Lebens
- 1920: Patience
- 1920: Graf Sylvains Rache
- 1920: Maria Magdalene
- 1920: Schloß Einöd
- 1920: Materia – Club der Toten
- 1920: Der langsame Tod
- 1920: Präsident Barrada
- 1920: Anna Boleyn
- 1920: Katharina die Große
- 1920: Der Henker von Sankt Marien
- 1921: Der Roman der Christine von Herre
- 1921: Der Silberkönig (4 Teile)
- 1921: Der Roman eines Dienstmädchens
- 1921: Das gestohlene Millionenrezept
- 1921: Die Erbin von Tordis
- 1921: Junge Mama
- 1921: Das Spiel mit dem Feuer
- 1921: Das Opfer der Ellen Larsen
- 1921: Hazard
- 1921: Susanne Stranzky
- 1921: Die Geliebte des Grafen Varenne
- 1921: Das Geheimnis der Mumie
- 1921: Hannerl und ihre Liebhaber
- 1921: Der Stier von Olivera
- 1921: Der Passagier von Nr. 7
- 1921: Der ewige Kampf
- 1921: Das indische Grabmal (2 Teile)
- 1921: Lady Hamilton
- 1921: Baron Bunnys Erlebnisse, 1. Teil: Der Meisterdieb
- 1921: Ehrenschuld
- 1921: Der müde Tod
- 1922: Tabea, stehe auf!
- 1922: Die fünf Frankfurter
- 1922: Maciste und die Japanerin
- 1922: Dr. Mabuse, der Spieler (2 Teile)
- 1922: Das verschwundene Haus
- 1922: Fridericus Rex
- 1922: Der Kampf ums Ich
- 1923: Seine Frau, die Unbekannte
- 1923: Schatten – Eine nächtliche Halluzination
- 1923: Tatjana
- 1923: Die Buddenbrooks
- 1923: Der letzte Kampf
- 1923: Rivalen
- 1924: Nju
- 1924: Der gestohlene Professor
- 1924: Garragan
- 1924: Lord Reginalds Derbyritt
- 1924: Soll und Haben
- 1924: Der geheime Agent
- 1924: Steuerlos
- 1924: Die Radio-Heirat
- 1924: Deutsche Helden in schwerer Zeit
- 1925: Die Blumenfrau vom Potsdamer Platz
- 1925: Liebesgeschichten
- 1925: Das Fräulein vom Amt
- 1925: Das alte Ballhaus (2 Teile)
- 1925: Des Lebens Würfelspiel
- 1925: Was Steine erzählen
- 1925: Blitzzug der Liebe
- 1925: Wenn die Liebe nicht wär’!
- 1925: Die Perücke
- 1925: Die Venus von Montmarte
- 1925: Schatten der Weltstadt
- 1925: Herrn Filip Collins Abenteuer
- 1926: Wenn Menschen irren
- 1926: Staatsanwalt Jordan
- 1926: Die lachende Grille
- 1926: Das süße Mädel
- 1926: Die Unehelichen
- 1926: Des Königs Befehl
- 1926: Der goldene Schmetterling
- 1926: An der schönen blauen Donau
- 1926: Der schwarze Pierrot
- 1926: Ich hab mein Herz in Heidelberg verloren
- 1926: Trude, die Sechzehnjährige
- 1926: Die Wiskottens
- 1926: Menschen untereinander
- 1926: Die Zwei und die Dame
- 1927: Violantha
- 1927: Sturmflut
- 1927: Grand Hotel …!
- 1927: Jugendrausch
- 1927: Mein Heidelberg, ich kann Dich nicht vergessen
- 1927: An der Weser
- 1927: Ein Mordmädel
- 1927: Verbotene Liebe
- 1927: Die Geliebte
- 1927: Der Mann mit den falschen Banknoten
- 1926: Eine Dubarry von heute
- 1926: Liebe
- 1927: Eins plus Eins gleich Drei
- 1927: Hast Du geliebt am schönen Rhein?
- 1927: Liebelei
- 1927: Luther – Ein Film der deutschen Reformation
- 1928: Ossi hat die Hosen an
- 1928: Dornenweg einer Fürstin
- 1928: Seine stärkste Waffe
- 1928: In Werder blühen die Bäume...
- 1928: Liebeskarneval
- 1928: Notschrei hinter Gittern
- 1928: Die Durchgängerin
- 1928: Scampolo
- 1928: Der alte Fritz, 2. Teil: Ausklang
- 1928: Ihr dunkler Punkt
- 1929: Rosen blühen auf dem Heidegrab
- 1929: Dich hab’ ich geliebt
- 1929: Frau im Mond
- 1929: Alte Kleider
- 1929: Madame Lu, die Frau für diskrete Beratung
- 1929: Narkose
- 1929: Morgenröte
- 1929: Der schwarze Domino
- 1929: Das närrische Glück
- 1929: Der Held aller Mädchenträume
- 1929: Fräulein Fähnrich
- 1929: Asphalt
- 1929: Das brennende Herz
- 1929: Don Manuel, der Bandit
- 1929: Wenn Du einmal Dein Herz verschenkst
- 1930: Zwei Menschen
- 1930: Das Land des Lächelns
- 1930: Wie werde ich reich und glücklich?
- 1930: Rosenmontag
- 1930: Ein Burschenlied aus Heidelberg
- 1930: Die Lindenwirtin
- 1930: Die große Sehnsucht
- 1930: Lumpenball
- 1930: Die Jugendgeliebte
- 1930: Das lockende Ziel
- 1930: Der unsterbliche Lump
- 1931: M
- 1931: Ihre Hoheit befiehlt
- 1931: Student sein, wenn die Veilchen blühen
- 1931: Der Weg nach Rio
- 1931: Zum goldenen Anker
- 1932: Im Bann des Eulenspiegels
- 1932: Eine von uns
- 1932: Theodor Körner
- 1932: Die Tänzerin von Sanssouci
- 1932: Die Gräfin von Monte Christo
- 1932: Durchlaucht amüsiert sich
- 1933: Salon Dora Green
- 1933: Das verliebte Hotel
- 1933: Du sollst nicht begehren…
- 1933: Glück im Schloß
- 1933: Anna und Elisabeth
- 1933: Das Testament des Dr. Mabuse
- 1933: Des jungen Dessauers große Liebe
- 1934: Herz ist Trumpf
- 1934: Aufforderung zum Tanz
- 1934: Der letzte Walzer
- 1934: Polenblut
- 1934: Fräulein Liselott
- 1934: Der Herr der Welt
- 1934: Musik im Blut
- 1934: Mein Herz ruft nach dir
- 1934: Hanneles Himmelfahrt
- 1934: Zigeunerblut
- 1934: Die Welt ohne Maske
- 1934: Es tut sich was um Mitternacht
- 1934: Der schwarze Walfisch
- 1934: So ein Flegel
- 1934: Elisabeth und der Narr
- 1934: Die Stimme der Liebe
- 1935: Der junge Graf
- 1935: Liebesträume
- 1935: Ein idealer Gatte
- 1935: Knock out
- 1935: Ein falscher Fuffziger
- 1935: Nur nicht weich werden, Susanne!
- 1936: Die Nacht mit dem Kaiser
- 1936: Der Bettelstudent
- 1936: Ave Maria
- 1936: Männer vor der Ehe
- 1936: Die Stunde der Versuchung
- 1936: Paul und Pauline
- 1936: Der schüchterne Casanova
- 1936: Fährmann Maria
- 1936: Die Unbekannte
- 1937: Der Unwiderstehliche
- 1937: Gabriele: eins, zwei, drei
- 1937: Liebe kann lügen
- 1937: Fridericus
- 1937: Ball im Metropol
- 1937: Das große Abenteuer
- 1937: Manege
- 1938: Monika – Eine Mutter kämpft um ihr Kind
- 1938: Menschen, Tiere, Sensationen
- 1938: Napoleon ist an allem schuld
- 1938: Du und ich
- 1938: Fahrendes Volk
- 1938: Frühlingsluft
- 1938: Großalarm
- 1938: Die fromme Lüge
- 1938: Rätsel um Beate
- 1938: Verklungene Melodie
- 1938: Die Brillanten der Moranows
- 1938: Tanz auf dem Vulkan
- 1939: Wir tanzen um die Welt
- 1939: Brand im Ozean
- 1939: Robert Koch, der Bekämpfer des Todes
- 1939: Der grüne Kaiser
- 1939: Der Vierte kommt nicht
- 1940: Fahrt ins Leben
- 1940: Die keusche Geliebte
- 1941: Sonntagskinder
- 1941: Tanz mit dem Kaiser
- 1941: Frau Luna
- 1942: Meine Frau Teresa
- 1942: Diesel
- 1942: Rembrandt
- 1943: Kollege kommt gleich
- 1943: Romanze in Moll
- 1943: Der ewige Klang
- 1943: Du gehörst zu mir
- 1944: Das schwarze Schaf
- 1944: Die Feuerzangenbowle
- 1944/49: Der Posaunist
- 1945: Der Mann im Sattel (UA: 2000)
- 1946: Freies Land